# Ricardo De los Santos Polanco
Ricardo de los Santos Polanco (Cotuí, Sáchez Ramírez, República Dominicana, 4 de octubre de 1965) es un administrador de empresas y político dominicano. Fue Diputado al Congreso Nacional por la provincia Sánchez Ramírez para el período 2016-2020 y actualmente es senador en representación de la provincia para el período 2020-2024. Desde el 16 de agosto de 2023 es el presidente del Senado de la República.

## Trayectoria política
Ricardo de los Santos incursionó en la política por primera vez en 2015, cuando el Partido Revolucionario Moderno (PRM) anunció que este sería candidato a diputado para la elecciones de medio término del 2016. Al presentarse a las elecciones de 2016, De los Santos resultó ganador y fue electo Diputado por la provincia de Sánchez Ramírez por un período de 4 años que culminaría en 2020.
Para las elecciones siguientes, De los Santos volvió a aspirar al congreso nacional, pero esta vez como senador por Sánchez Ramírez, resultando nuevamente ganador en las elecciones extraordinarias del 5 de julio de 2020. El 10 de agosto de 2023 se anunció que Ricardo sería el nuevo presidente de la cámara alta del país y fue confirmado el 16 de agosto del mismo año en sustitución de Eduardo Estrella.

## Vida personal
Polanco nació en la provincia Sánchez Ramírez, 4 de octubre de 1965, en el distrito de Platanal Cotuí. Realizó sus estudios secundarios en el Liceo Francisco Henríquez y Carvajal situado en la ciudad de Cotuí. Más adelante inició sus estudios superiores en la Universidad de la Tercera Edad, graduándose de licenciatura en Administración de Empresas, con maestría en Comunicación Corporativa en Tech Universidad Tecnológica.
Trabajó en actividades agrícolas y con 11 años de labor en el sector minero a través de la antigua Rosario Dominicana, donde fue encargado del departamento de producción.

## Labor legislativa[14]
- Presidente de la Comisión Permanente de Asuntos Energético.
- Vicepresidente de la Comisión Permanente de Obras Públicas.
- Vicepresidente de la Comisión Permanente de Transporte y Telecomunicaciones.
- Secretario de la Comisión Permanente de Hacienda.
- Miembro de la Comisión de Educación Superior, Ciencia y Tecnología.
- Miembro de la Comisión de Ética.